# 山岸久雄
山岸 久雄（やまぎし ひさお）は、日本の研究者。国立極地研究所名誉教授、南極観測隊隊長。

## 来歴
埼玉県立熊谷高等学校、京都大学卒業。専門は超高層物理学。
電波によるオーロラ観測を専門とし、南極観測隊に6回参加し、越冬隊長、観測隊長を務める。南極ロケットや南極周回気球観測で主導的な役割を担う。北極圏では、カナダ、グリーンランド、ノルウェー、アイスランドでの観測に従事。
1998年、米国宇宙センター（NASA）グループ研究賞受賞。